# 新年快樂2004
《新年快樂2004》，又名《快樂2004》、《歡樂幸運草》，是一部賀歲中國電視劇，2004年於中國中央電視台首播，全3集，由Hebe、Selina、陳明真、滿江、沙寶亮、金海心、黃安所演出。劇情內容是敘述學生與老師之間的互動而產生的故事。

## 劇情大綱
璀璨艺术学校一群生性調皮但纯真可愛的一群年輕學生與新来的老師鬥智鬥勇，每位老師皆無一倖免。校長和教導主任只好聚集老師們在酒吧商量對策，最後用了對學生有效且讓學生聽話、卻不傷害到學生的管教方法收服了調皮的學生。

## 角色
- Hebe 飾 Hebe，璀璨艺术学校學生，大歌星逍遙的歌迷
- Selina 飾 Selina，璀璨艺术学校學生，逍遙的歌迷
- 陳明真 飾 艾琳，璀璨艺术学校教導主任，餐廳駐唱歌手
- 戴娆 飾 戴娆，璀璨艺术学校音樂老師
- 滿江 飾 小滿，璀璨艺术学校音樂老師，相貌與逍遙驚人相似
- 李小龍 飾 小龍，璀璨艺术学校語文老師
- 沙寶亮 飾 沙寶兒，璀璨艺术学校体育老師
- 金海心 飾 小心，小滿的妹妹
- 馬千珊 飾 千珊，璀璨艺术学校歷史老師
- 黃安 飾 黃校長
- 金學峰 飾 璀璨艺术学校兩個不同口音的看門人與一個工友
- 李慧珍 飾 慧珍，逍遙的經紀人
- 葉蓓 飾 蓓蓓，慧珍的同事
- 韋嘉 飾 璀璨艺术学校班主任
- 正陽 飾 廣播電台主持人
- 谢丽斯 飾 Hebe之母
- 王结实 飾 Hebe之父
- 楊千嬅 飾 記者